# Welkenraedt
 (juillet 2015).
Si vous disposez d'ouvrages ou d'articles de référence ou si vous connaissez des sites web de qualité traitant du thème abordé ici, merci de compléter l'article en donnant les références utiles à sa vérifiabilité et en les liant à la section « Notes et références ».
Welkenraedt ([wɛlkənʁat],, en francique ripuaire Wälekete, en allemand Welkenrath, en néerlandais Welkenraat) est une commune francophone de Belgique située en Région wallonne dans la province de Liège, ainsi qu’une localité où siège son administration. Elle fait partie de l'arrondissement administratif de Verviers et du canton électoral et judiciaire de Limbourg. Elle est située dans les régions géographiques du Pays de Herve et de la Région des Trois Frontières (triangle Allemagne/Belgique/Pays-Bas). Elle se situe aussi au cœur de l'Euregio Meuse-Rhin. La commune de Welkenraedt fusionne depuis le 1er janvier 1977 les bourgades de Welkenraedt et Henri-Chapelle. Elle s'étend sur 2447 hectares. Son altitude varie entre 230 et 354 mètres. Elle est jumelée avec deux autres communes : Epfig, en France, et Nove, en Italie.

## Étymologie
Le terme Welkenraedt signifie le défrichement de Warico, du germanique rotha (défrichement) et de l'anthroponyme germanique Warico. Selon une autre hypothèse, basée sur le terme néerlandais welken, faner, il signifierait défrichement fané ou flétri.
Le folklore retiendra que le nom de la commune viendrait d'un fait divers remontant à Charlemagne. Alors que l'empereur circulait dans la région, une roue de son chariot se serait brisée. Il aurait alors demandé au cocher : "Welken raad ?" ("Quelle roue ?" - sous-entendu "s'est brisée ?"). Mais cette anecdote est probablement la moins fiable d'un point de vue étymologique.

## Histoire
Sous l'Ancien régime, Welkenraedt fait partie du ban et de la paroisse de Baelen. La scission survient en 1796-1797. Puis, Welkenraedt se sépare de Herbesthal, cédé à la Prusse, entre 1816 (traité des Limites) et 1919 (traité de Versailles). La bourgade est entièrement annexée au Troisième Reich de 1940 à 1944. Welkenraedt doit son essor à son statut d'importante gare frontière de 1816 à 1919, par sa situation sur la ligne de chemin de fer Liège-Cologne, construite en 1843. C'est durant cette période que Welkenraedt accueille un afflux massif de cheminots francophones. Le hameau patoisant se transforme peu à peu en grosse bourgade presque exclusivement francophone et à l'économie résolument industrielle.

## Géographie

### Sections et hameaux
La commune est formée de deux sections : Welkenraedt et Henri-Chapelle qui occupe la partie nord-ouest de la commune.

#### Sections
| # | Nom            | Superf. (km²) | Habitants (2020) | Habitants par km² | Code INS |
| - | -------------- | ------------- | ---------------- | ----------------- | -------- |
| 1 | Welkenraedt    | 8,07          | 7.423            | 920               | 63084A   |
| 2 | Henri-Chapelle | 16,75         | 2.645            | 158               | 63084B   |

#### Hameaux
Auweg, Bayaux, Hockelbach, Hoof, Lançaumont, Lekker, Quatre-Chemins, Ruyff et Vivier.

### Communes limitrophes
|                    | Thimister-Clermont - Aubel - Plombières |         |
| Thimister-Clermont | Welkenraedt                             | Lontzen |
|                    | Dison - Limbourg - Baelen               |         |

## Démographie

### Démographie: Avant la fusion des communes
- Source: DGS recensements population

### Démographie: Commune fusionnée
En tenant compte des anciennes communes entraînées dans la fusion de communes de 1977, on peut dresser l'évolution suivante:
Les chiffres des années 1831 à 1970 tiennent compte des chiffres des anciennes communes fusionnées.
- Source: DGS , de 1831 à 1981=recensements population; à partir de 1990 = nombre d'habitants chaque 1 janvier[3]

### Statut linguistique
Vu sa localisation géographique, Welkenraedt est une "commune à facilités", une commune à statut spécial pour l'enseignement des langues minoritaires allemande et néerlandaise et potentiellement à statut spécial pour l'emploi des langues en matière administrative (nécessité d'une demande du conseil communal, d'un arrêté royal et encore d'une loi).
Si Welkenraedt est donc bel et bien une commune francophone, le dialecte qu'on peut y entendre est toutefois un parler germanique, le "platdütsch", un dialecte thiois globalement en voie de disparition dans les jeunes générations.

## Héraldique
|  | La commune possède des armoiries qui lui ont été octroyées le 10 avril 1954 et modifiée au niveau du support le 26 novembre 1981. Elles montrent le lion de Ducs de Limbourg. Depuis le XIIIe siècle la région était une partie du Limbourg et au Moyen-Âge dirigée directement par les comtes devenus Ducs de Limbourg. En 1954 les armoiries ont été portées par le saint-patron local, Saint Jean-Basptiste . Après la fusion avec Henri-Chapelle, le saint-patron d'Henri-Chapelle, Saint-Georges, a été ajoué sur le dessus de l'écu. Blasonnement : D'argent à un lion de gueules, la queue fourchée et passée en sautoir, armé et couronné d'or, lampassé d'azur; l'écu somiré d'un Saint-Georges à cheval, terrassant le dragon, contourné, le tout d'or. Source du blasonnement : Heraldy of the World. |

## Politique et administration

### Collège et conseil communal 2024-2030
| Collège communal   |                   |                           |
| ------------------ | ----------------- | ------------------------- |
| Bourgmestre        | Jean-Luc Nix      | MR - Liste du Bourgmestre |
| 1er Échevin        | Eddy Demonceau    | MR - Liste du Bourgmestre |
| 2e Échevine        | Laurence Xhonneux | Liste du Bourgmestre      |
| 3e Échevin         | Renaud Kalbusch   | MR - Liste du Bourgmestre |
| 4e Échevin         | Maxime Pinckaers  | Liste du Bourgmestre      |
| 5e Échevin         | Martin Petit      | Liste du Bourgmestre      |
| Présidente du CPAS | Natacha Mossoux   | Liste du Bourgmestre      |

## Patrimoine et culture

### Patrimoine architectural
- Liste du patrimoine immobilier classé de Welkenraedt

### Culture

#### Film tourné à Welkenraedt
- 1974 : Souvenir of Gibraltar d'Henri Xhonneux.

## Enseignement
Welkenraedt compte divers établissements d'enseignement : les écoles communales de Welkenraedt et de Henri-Chapelle, l'Athénée royal de Welkenraedt, l'Institut Saint-Joseph et l'académie de musique Hubert Keldenich.

## Économie

### Établissements de soins
La commune de Welkenraedt compte plusieurs établissements de soins : la clinique psychiatrique des Frères Alexiens à Henri-Chapelle (château de Ruyff) avec une unité au château de Baelen et la maison de repos de Welkenraedt (de service public).

## Sports et vie associative

### Sports

#### Cyclisme
Welkenraedt a connu, dans le passé, à côté de diverses épreuves de catégories, un criterium cycliste professionnel qui a vu la participation d'Eddy Merckx.
La première décennie des années 2000 voit Welkenraedt devenir aussi ville d'arrivée d'étape du "Tour de Wallonie", épreuve importante du calendrier professionnel.
Une course récurrente se déroulait chaque année dans la commune : une épreuve annuelle organisée dans le quartier de la Bruyère par le Royal Vélo-Club "Les Rapides", le deuxième samedi du mois de juillet. Elle concernait la catégorie Amateurs et Masters et était reprise dans le calendrier de l'Entente Cycliste De Wallonie, structure affiliée à la Royale ligue vélocipédique belge.
Dans le cadre de son centenaire (1914-2014), le Royal Vélo-Club "Les Rapides" a organisé le 8 juin 2014 les Championnats Nationaux Amateurs et Masters sur son circuit traditionnel du quartier de La Bruyère.
Malheureusement, depuis la fin de la pandémie du COVID (2020-2022), l'activité sportive cycliste est devenue quasi inexistante.

#### Escrime
À Welkenraedt s'est tenu durant 17 éditions le "Tournoi International d'Escrime Jean COIBION". Inscrite au calendrier de la Fédération Internationale d'Escrime, cette compétition concernait la catégorie "Epée Dames". La toute dernière édition organisée en 2005 portait toutefois sur des épreuves au sabre. L'organisateur local, en collaboration avec d'autres instances, était la Société Royale de gymnastique "La Concorde".

#### Jogging
Le jour de l'Ascension, Henri-Chapelle connaît son traditionnel jogging avec départ et arrivée à l'école communale du village.
Le 31 octobre de chaque année se court en nocturne le "Jogging de Halloween", avec départ et arrivée au Centres culturel et sportif de la rue Grétry. Originale par la date où elle est courue, cette course à pied l'est aussi par le fait que nombre de concurrent(e)s se déguisent pour la circonstance. 
Dans les années 2000, d'autres joggings apparaissent dans la commune : "Jogging du Prince Carnaval", "Jogging de la Fête des Pères"...

#### Golf
Le golf d'Henri-Chapelle se trouve à Vivier.